# Lê Văn Hẳn
Lê Văn Hẳn (sinh ngày 12 tháng 10 năm 1970) là chính trị gia nước Cộng hòa xã hội chủ nghĩa Việt Nam. Ông hiện là Phó Bí thư Tỉnh ủy, Chủ tịch Uỷ ban Mặt trận Tổ quốc Việt Nam tỉnh Vĩnh Long. Ông nguyên là Chủ tịch Ủy ban nhân dân tỉnh Trà Vinh;  Phó Chủ tịch Uỷ ban nhân dân tỉnh Trà Vinh; Chủ tịch Mặt trận Tổ quốc Việt Nam tỉnh Trà Vinh; Thường vụ Tỉnh ủy, Bí thư Thành ủy thành phố Trà Vinh; Bí thư Huyện ủy huyện Càng Long, tỉnh Trà Vinh; Tỉnh ủy viên, Chánh Văn phòng Tỉnh ủy tỉnh Trà Vinh.
Lê Văn Hẳn là Đảng viên Đảng Cộng sản Việt Nam, học vị Cử nhân hành chính, Cử nhân sư phạm văn học và Thạc sĩ Quản lý giáo dục, Cao cấp lý luận chính trị.

## Xuất thân và giáo dục
Lê Văn Hẳn sinh ngày 12 tháng 10 năm 1970 tại xã Lưu Nghiệp Anh, huyện Trà Cú, tỉnh Trà Vinh. Ông lớn lên và theo và theo học phổ thông tại quê nhà Trà Vinh. Thời thanh niên, ông theo học ở Thành phố Hồ Chí Minh, nhận bằng Cử nhân hành chính, Cử nhân sư phạm văn học và Thạc sĩ Quản lý giáo dục.
Ngày 2 tháng 3 năm 1995, ông được kết nạp Đảng Cộng sản Việt Nam, trở thành đảng viên chính thức vào ngày 2 tháng 3 năm 1996. Trong quá trình hoạt động Đảng và Nhà nước, ông theo học các khóa tại Học viện Chính trị Quốc gia Hồ Chí Minh, nhận bằng Cao cấp lý luận chính trị.

## Sự nghiệp

### Các giai đoạn
Sau khi hoàn thành quá học tập đại học, Lê Văn Hẳn bắt đầu sự nghiệp của mình ở quê nhà Trà Vinh. Trải qua nhiều vị trí, năm 2005, ông được bầu làm Huyện ủy viên, Chánh Văn phòng Huyện ủy huyện Trà Cú. Đến năm 2008, ông được bổ nhiệm làm Phó chánh Văn phòng Tỉnh ủy Trà Vinh, sau đó tham gia Ban Chấp hành Đảng bộ tỉnh Trà Vinh, là Tỉnh ủy viên. Năm 2011, tại Đại hội Đảng bộ tỉnh Trà Vinh khóa IX, ông được bầu làm Tỉnh ủy viên, Chánh Văn phòng Tỉnh ủy, sau đó tham gia Ban Thường vụ Tỉnh ủy Trà Vinh.
Năm 2015, ông được điều về huyện Càng Long, là Ủy viên Thường vụ, Bí thư Huyện ủy Càng Long. Trong cùng năm, ông giữ chức vụ Phó Chủ tịch Uỷ ban nhân dân tỉnh Trà Vinh, được Thủ tướng Nguyễn Tấn Dũng phê chuẩn vị trí. Năm 2016, ông là Ủy viên Ban Thường vụ Tỉnh ủy, Chủ tịch Ủy ban Mặt trận Tổ quốc Việt Nam tỉnh Trà Vinh. Đến năm 2017, ông đảm nhiệm vị trí Bí thư Thành ủy thành phố Trà Vinh.
Năm 2018, tại kỳ họp lần thứ 10, Hội đồng nhân dân tỉnh Trà Vinh khóa IX nhiệm kỳ 2016 – 2021, diễn ra từ ngày 5 đến ngày 8 tháng 12, ông được các đại biểu bầu giữ chức vụ Phó chủ tịch Ủy ban nhân dân tỉnh Trà Vinh, lần thứ hai giữ chức vụ này từ ngày 6 tháng 12. Sau đó, ông được Thủ tướng Nguyễn Xuân Phúc phê chuẩn quyết định bổ nhiệm vị trí này. Trong giai đoạn này, ông kiêm nhiệm Trưởng Ban chỉ đạo Kỳ thi tốt nghiệp Trung học phổ thông năm 2020 tỉnh Trà Vinh, chỉ đạo hoạt động giáo dục, đặc biệt là tốt nghiệp phổ thông, thi tuyển đại học cho học sinh tỉnh Trà Vinh.

### Chủ tịch Trà Vinh
Ngày 15 tháng 10 năm 2020, tại Đại hội đại biểu Đảng bộ tỉnh Trà Vinh lần thứ XI, nhiệm kỳ 2020 – 2025, Lê Văn Hẳn được bầu làm Phó Bí thư Tỉnh ủy Trà Vinh vào ngày 16. Chiều 05 tháng 11 năm 2020, Hội đồng nhân dân tỉnh Trà Vinh khóa IX đã tổ chức kỳ họp thứ 17 (kỳ họp chuyên đề), bầu các chức danh của Ủy ban nhân dân tỉnh với sự tham dự của 49 đại biểu, vắng ba đại biểu. Các đại biểu dự kỳ họp thống nhất miễn nhiệm chức vụ Chủ tịch Ủy ban nhân dân tỉnh Trà Vinh nhiệm kỳ 2016 – 2021 đối với Đồng Văn Lâm, nghỉ hưu theo quy định. Hội đồng nhân dân đã bầu Lê Văn Hẳn giữ chức Chủ tịch Ủy ban nhân dân tỉnh Trà Vinh với số phiếu 46/46, đạt tỉ lệ 100%. Ngày 20 tháng 11, Thủ tướng Nguyễn Xuân Phúc quyết định phê chuẩn kết quả bầu chức vụ Chủ tịch Ủy ban nhân dân tỉnh Trà Vinh.
Với cương vị Chủ tịch Ủy ban nhân dân tỉnh Trà Vinh, Lê Văn Hẳn đảm nhiệm cương vị trực tiếp chỉ đạo các lĩnh vực: chương trình mục tiêu quốc gia, xây dựng nông thôn mới; cải cách hành chính; tổ chức bộ máy, công tác cán bộ, xây dựng chính quyền; công tác nội chính; công tác tiếp công dân; tư pháp, thi hành án dân sự; công tác thi đua khen thưởng; giải quyết khiếu nại, tố cáo; công tác dân vận chính quyền; tài chính và ngân hàng; quy hoạch về phát triển kinh tế xã hội, đô thị, nông thôn; quốc phòng, an ninh; phòng, chống tham nhũng, thực hành tiết kiệm, chống lãng phí. Ông trực tiếp phụ trách các sở, ngành của Ủy ban. Bên cạnh đó, ông kiêm nhiệm vị trí Trưởng Ban Chỉ đạo An toàn vệ sinh thực phẩm tỉnh; Trưởng Ban Chỉ đạo phòng, chống tội phạm, tệ nạn xã hội và xây dựng phòng trào toàn dân bảo vệ an ninh Tổ quốc; Trưởng Ban Chỉ đạo Dự án SME và AMD; Trưởng Ban An toàn giao thông tỉnh; Trưởng Ban Chỉ huy phòng, chống thiên tai và tìm kiếm cứu nạn; Trưởng Ban Chỉ đạo xây dựng chính quyền điện tử; Chủ tịch Hội đồng thẩm định giá đất cụ thể.

## Khen thưởng
Lê Văn Hẳn được trao một số khen thưởng như:
- Bằng khen của Bộ, ngành; Chiến sỹ thi đua cấp tỉnh;
- Bằng khen Thủ tướng Chính phủ;
- Huân chương lao động hạng III.